# Louis II. de Rohan
Louis II. de Rohan († 25. Mai 1508) aus dem Haus Rohan, genannt der Große, war ein französischer Adliger und Militär aus der Bretagne.
Er war ab 1466 Seigneur de Guéméné, de Montauban, de Gié, de La Roche-Moysan, de Landal, de Romillé, de Marigny, de Condé-sur-Noireau, de Tracy et de Vassy, sowie Baron de Lanvaux.

## Leben
Louis II. de Rohan ist der älteste Sohn von Louis I. de Rohan († 15. Dezember 1457), Seigneur de Guéméné, de La Roche-Piriou et de Guingamp, und Marie de Montauban, Dame de Montauban, de Landal, de Romillé et de Marigny, die ihren Ehemann vergiftete.
Aufgrund des Testaments ihres Ehemanns wurde der Witwe die Vormundschaft über ihre drei Kinder (Louis, Pierre, der spätere Marschall von Frankreich, und Hélène) entzogen, die Louis I. de Rohan dem Sire du Pont et de Rostrenen anvertraute. Marie versuchte, das Testament bezüglich der Vormundschaft anzufechten, als Familienoberhaupt behielt Alain IX. de Rohan die Kinder aber im Château de Blain zurück, bis der bretonische Herzog Arthur III. († 26. Dezember 1458), sie zu sich an den Hof in Nantes holte; Louis wuchs somit am Hof Arthurs und dessen Nachfolgers Franz II. auf. 1466 wurde er für volljährig erklärt und erhielt seinen Besitz zurück, der im Vorjahr beschlagnahmt worden war, nachdem Louis Partei für Ludwig XI. von Frankreich ergriffen hatte. Am 14. Februar 1469 huldigte er Ludwig XI. für Condé, Tracy und Vassy.
1484 war Louis II. einer der bretonischen Herren, die sich zusammenschlossen, um Pierre Landais, einem Günstling des bretonischen Herzogs Franz II. den Prozess zu machen. Nachdem Landais am 19. Juli 1485 gehängt worden war, erließ der Herzog am 13. August 1485 eine Amnestie für diejenigen, die am Sturz Landais‘ beteiligt gewesen waren, und ernannte Louis II. de Rohan am 22. September 1485 zum Baron de Lanvaux, womit ein Sitz in den États de Bretagne verbunden war.
Nach dem Tod des Herzogs am 9. September 1488 begab sich Louis II. auf Pilgerfahrt ins Heilige Land. Nach seiner Rückkehr schloss er sich der Herzogin Anne an, trat in deren Rat ein, und nahm in ihrem Namen an der Versammlung teil, die 1490 in Tournai für die Verträge von Frankfurt (22. Juli 1489) und Ulm anberaumt wurde. Er begleitete Anne nach Langeais, wo sie König Karl VIII. heiratete, unterzeichnete ihren Ehevertrag und war auch bei der Hochzeitszeremonie anwesend.
In Anerkennung der Dienste, die er ihr geleistet hatte, wies ihm die (nunmehr) Königin eine beträchtliche Pension zu, die er noch 1501 genoss. Er machte sein Testament am 17. Mai 1508 und starb am 25. desselben Monats. Da sein Sohn bereits gestorben war, wurde sein Enkel Louis IV. de Rohan sein Nachfolger.

## Ehe und Familie
Louis II. heiratete per Ehevertrag vom 24. November 1455 (also noch zu Lebzeiten seines Vaters), der am 12. Juni 1463 ratifiziert wurde, Louise de Rieux, Schwester von Jean IV. de Rieux (Haus Rieux), Tochter von François de Rieux, Seigneur de Rieux et de Rochefort, Comte d’Harcourt, Vicomte de Donges, Baron d’Ancenis, und Jeanne de Rohan, Tochter von Alain IX. de Rohan. Ihre Kinder sind:
- Louis III. († 29. August 1498), Seigneur de Guéméné, 1492 Seigneur de Montbazon, de Sainte-Maure et de Nouâtre, Baron de Lanvaux; ⚭ 12. Mai 1482 Renée du Fou, Erbtochter von Jean du Fou, Seigneur de Rostrenen, und Jeanne de La Rochefoucauld, Dame de Montbazon, sie heiratete in zweiter Ehe Guillaume de la Marck († 20. Mai 1516), Seigneur d’Aigremont et de Montbazon, Sohn von Guillaume de La Marck, genannt Eber der Ardennen (Haus Mark).
- Henri, Seigneur de Landal; ⚭ 30. Dezember 1497 Marguerite du Pont, Dame de Plusquellec, de Trogoff et de Callac, Tochter von Charles du Pont, Seigneur de Clerder, de Pontblanc etc., und Jeanne, Dame de Plusquellec, sie heiratete in zweiter Ehe François de Tournemine, Baron de La Hunaudaye
- Jacques († klein)
- Jean († 19. Januar 1524), Seigneur de Landal nach dem Tod Henris, Seigneur de Coiron-sur-Loire, 1492–1498 Gouverneur von Touraine, Grand-Maître de Bretagne unter den Königinnen Anne und Claude; ⚭ (1) Guyonne, Dame de Lorgeril († 22. August 1502), Tochter von Jean und Françoise de Parthenay; ⚭ (2) Isabeau, Dame de La Chapelle et de Molac († 1519), Tochter von Alain, Seigneur de La Chapelle, und Louise de Malestroit
- Françoise, Dame de Marchéville, des Orieux et de Varennes, testiert 30. Januar 1537 bzw. 6. Januar 1538[2]; ⚭ Louis de Husson, Comte de Tonnerre, Seigneur de La Salle-lès-Cléry et de Saint-Aignan, Sohn von Charles de Husson, Comte de Tonnerre, Seigneur de Saint-Aignan, und Antoinette de La Trémoille
- Marguerite; ⚭ François, Baron de Maillé et de Rochecorbon, Vicomte de Tours († Mai 1501), Sohn von Hardouin, Baron de Maillé, und Antoinette de Chauvigny, Dame de Brosse
- Catherine; ⚭ Jean de Malestroit, Seigneur de Keraer, de Beaucours et du Plessis-Karembourg, Sohn von Jean de Malestroit und Marie du Pont
- Jeanne; ⚭ 1498 François du Chastellier, Vicomte de Pommerit, Baron de Marcé, Seigneur de Lesnen et de Miniac, Sohn von Vincent du Chastellier, Vicomte de Pommerit, und Madeleine de Villiers du Hommet